# История Башкортостана
История Башкортостана — история Башкортостана, история башкирского народа и одноимённой исторической области на Южном Урале.

## Древний период

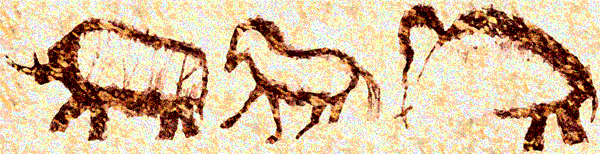
Наскальные рисунки в Каповой пещере (Шульган-Таш)

Старо-Тукмалинское местонахождение раннего палеолита было открыто в 1955 году. Самым первым памятником периода раннего и среднего палеолита, обнаруженным на территории современного Башкортостана, является стоянка Мысовая около озера Карабалыкты в Зауралье, где были обнаружены различные приспособления, используемые человеком: ручные остроконечники, рубила, сколы, различные изделия из местных пород камня. Территория Южного Урала характеризовалась обилием растительности, скота и каменного сырья, и привлекала людей с различных районов (в том числе достаточно удалённых).
Нижний палеолит на территории Южного Урала представлен двумя культурными традициями: более архаичный кызыл-яровский тип (стоянка-мастерская Кызыл-Яр-2, местонахождения Улек-Хазы 6, Утюльган 7, Кызыл-Яр-4, ашельская индустрия) и карышкинский тип (Мысовая, Карышкино-11, Утюльган-8, Долина-1, Долина-11, Сибай-5б и др.). Для карышкинского типа прямым культурным аналогом являются памятники с тейякской индустрией во Франции (стоянка в пещере Baume Bonne в Провансе). Наличие параллелей в технико-типологической характеристике коллекции с поздних этапов стоянки-мастерской Кызыл-Яр 2 (топоры-цалги) и материалов ряда кавказских и аравийских стоянок (Кударо I, Кударо III и Цона в Южной Осетии, Мешхед III в Южном Йемене) свидетельствует о продвижении носителей ашельской индустрии в эпоху среднего плейстоцена с территории Кавказа на Южный Урал.
К среднему палеолиту относится мустьерская стоянка Новобелокатайская.
35 тыс. л. н. в пещере Иманай-1, расположенной в одноимённом логе на территории национального парка «Башкирия», жили люди, о чём свидетельствует находка черепа малого пещерного медведя со следами повреждения, нанесённого каменным орудием — наконечником копья. Каменная индустрия находит аналогии на стоянке Ильская-1 на Северном Кавказе, в материалах верхнего слоя грота Киик-Коба в Крыму и на других памятниках тейякской культуры. Также были найдены орудия древних людей, кости пещерных львов, дикобраза, красного волка и других животных. На берегу Нугушского водохранилища открыта крупнейшая на Урале палеолитическая стоянка. Каменные артефакты среднего палеолита и частицы древесного угля в базальном горизонте осадочного профиля пещеры Иманай свидетельствуют об обитавших в ней далеко за пределами своего традиционного ареала распространения на территории Западной Европы и Южной Евразии поздних неандертальцах.
Изображения в пещерах Капова (Шульган-Таш) и Игнатьевская относятся к позднему палеолиту. На их стенах были найдены различные изображения наскального искусства (силуэтные изображения мамонтов, шерстистых носорогов, лошадей, верблюда и других животных). Старейшие изображения в Каповой пещере датируются возрастом 36 400 лет назад. На палеолитической стоянке Сергеевка 1 в Национальном парке «Башкирия» найдены зубы шерстистого носорога, бизона, северного оленя, лошади и каменные орудия возрастом 16 тыс. лет назад. Для грота Кульюрт-Тамак (пещера Космонавтов) по древесному углю радиоуглеродным методом получены датировки 14 920 ± 660 и 15 870 ± 390 лет.
В эпоху мезолита (12—7 тысячелетия до нашей эры) происходил значительный рост населения на нынешней территории, о чём свидетельствуют различные археологические памятники этого периода в Башкирском Зауралье (например, стоянки Янгелька, Мурат, Яктыкуль). Расовый тип местного населения того периода был европеоидным с признаками монголоидности.
В этот же период происходит развитие производительных сил, о чём свидетельствует нахождение пластинчатой техники для изготовления и использования более сложных орудий. Данный период является временем господства присваивающей экономики — охоты, рыболовства и собирательства.
В эпоху неолита (6—4 тысячелетия до н. э.) происходит переход от присваивающей к производящей экономике земледелия и скотоводства, но он замедлялся климатическими условиями, и рыболовство оставалось наиболее рациональным видом деятельности. В этот период также развивается повсеместное изготовление глиняной посуды. Также изготовлялись кремнёвые орудия, наиболее распространённым среди которых были скребки, ножи и наконечники орудий охоты. Также были найдены сверлёные топоры, долота, различные украшения.
В эпоху энеолита (конец 4 — начало 2 тысячелетия до н. э.) продолжается развитие и взаимодействие сформировавшихся ранее массивов населения Южного Урала. В этот период местное население разводило мелкий и крупный рогатый скот. Считается, что именно в этих местах была впервые одомашнена лошадь (стоянки прибельской культуры Давлеканово II, Муллино II). На 21 поселении Южного Урала обнаружены зернотёрки, кости домашних животных (см. агидельская культура, суртандинская культура).
С середины 2-го по начало 1-го тысячелетия до н. э., в бронзовый век, начинается период интенсивного освоения территории Южного Урала и связано с приходом сюда племён абашевской культуры. Абашевцы обладали высоким уровнем обработки бронзы, изготовления из неё орудий труда. Был создан пастушеский хозяйственно-культурный тип деятельности, а также стационарные поселения. Курган абашевской культуры Старо-Ябалаклинского курганного могильника в Чишминском районе может быть датирован в пределах XXI—XIX веков до нашей эры.
Во время формирования срубно-андроновских древностей (XVI—XV века до н. э.) появляются поселенческие и погребальные сооружения, свидетельствующие об углублении социальной неоднородности общества (богатые захоронения вождей и зарождавшейся военной аристократии) и консолидации различных групп населения в крупные межплеменные общности. Ярким свидетельством этих процессов является развитие селений Баланбаш, Тюбяк, Синташта, Устье, Аркаим и др. Курганный могильник Чумарово-I в селе Новоабдрахманово состоит из 15 погребальных комплексов и имеет два уровня захоронения — XVII и III веков до н. э. диаметром 16 и 20 метров: эпохи бронзы (срубной археологической культуры) и раннего железного века (сарматской культуры).
В Иглинском районе около деревни Шипово находится Шиповский археологический комплекс VI века до н. э. — IV века н. э.: шиповское городище (IV век до н. э. — III век н. э.) караабызской (кара-абызской) культуры и шиповский могильник, состоящий из трёх частей. Три захоронения, датирующиеся VI—V веками до н. э., относятся к ананьинской культуре). В регионе продолжатся изучение древних поселений I в. до н. э. — VII в. н., в том числе Городище Уфа II, находящееся в пределах современной Уфы.
Кушнаренковская (конец VI — середина VIII в.) и караякуповская (вторая половина VIII—IX вв.) культуры располагались в бассейне среднего и нижнего течения реки Белой.

## Ранняя история

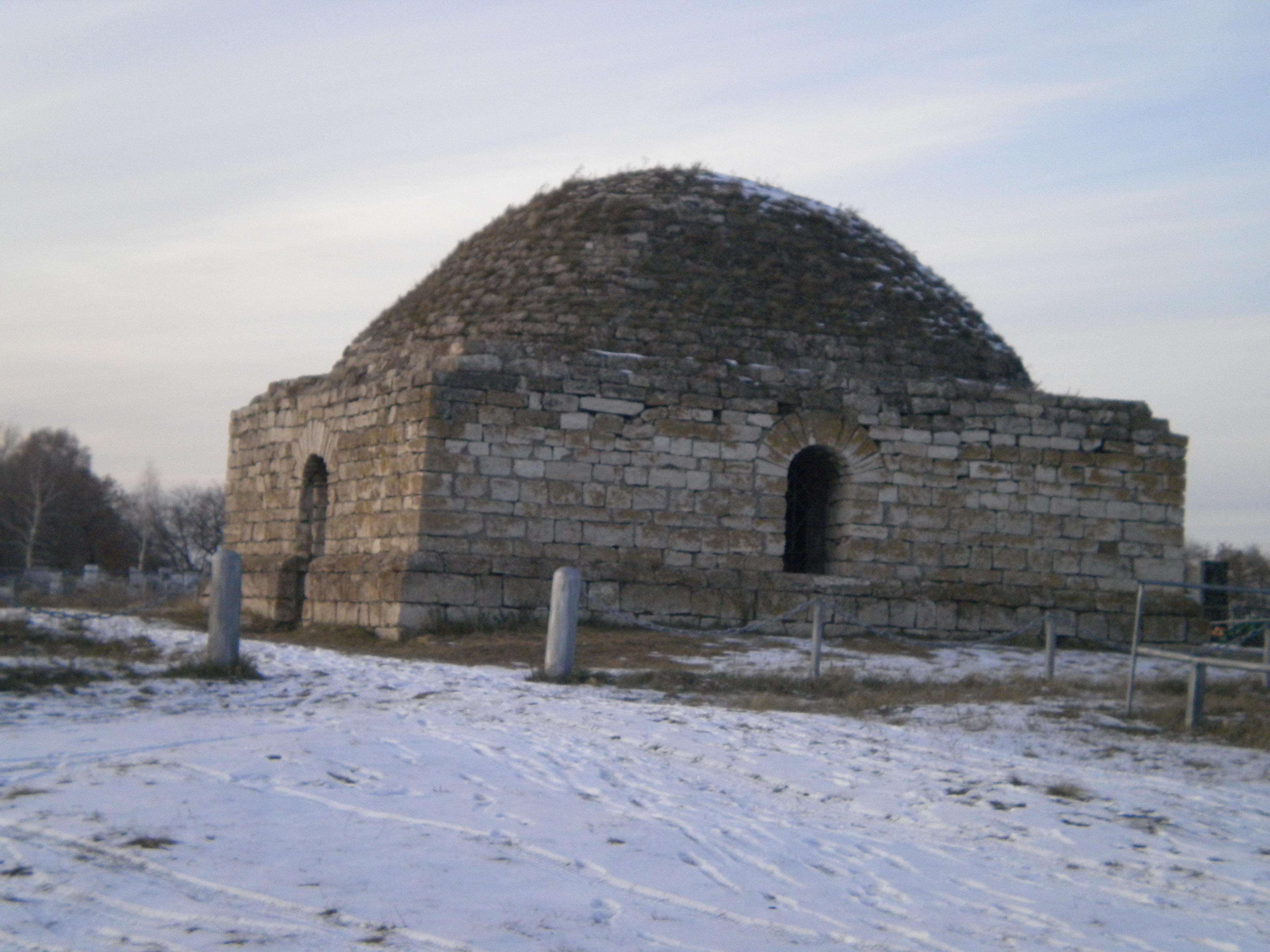
Мавзолей Хусейн-бека

Часть мадьяр, не ушедших в IX веке в составе племён семи старейшин в Северное Причерноморье, а оттуда в 895 году в Венгрию, оставалась в X — XI веках в Предуралье на территории современных Татарстана, Башкирии и Пермского края. 
О стране башкир, её народе и обычаях сообщали в X—XIII веках арабские географы ал-Балхи, итальянский монах Карпини Плано и голландец Гильом де Рубрук. Само название народа — «башкорт» — впервые встречается в описании Саллама Тарджемана (первая половина IX века). Географ Идриси в XII веке писал о двух областях башкир «внутренней» и «внешней» и упоминал башкирские города Немжан, Гурхан, Каракия, Касра и Масра. Упоминание местности с названием «Башгурд» встречается в «Огуз-наме». Исторически имя Башкорд носил половецкий хан XII века. 
В X—XIII веках западная часть башкир входила в состав Волжской Булгарии. Многие башкирские племена сложились в этот период и имеют булгарские корни.

## В составе Золотой Орды и постордынских государств
С 1220 по 1234 год башкиры беспрерывно воевали с монголами, фактически, сдерживая натиск монгольского нашествия на запад. Башкиры неоднократно выигрывали сражения и, наконец, заключили договор о дружбе и союзе. Монгольско-башкирская война длилась 14 лет (тогда как поход через Русь занял только 3 года). В «Сокровенном сказании монголов» башкиры перечислены среди народов оказавших наиболее сильное сопротивление монголам.
В XIII—XIV веках вся территория расселения башкир находилась в составе Золотой Орды. Башкиры получают право бийства (ярлыки), то есть фактически территориальную автономию в составе империи монголов. В правовой иерархии монгольского государства башкиры занимали привилегированное положение как народ, обязанный каганам прежде всего военной службой и сохраняющий собственную родоплеменную систему и управление, в правовом отношении возможно вести речь лишь об отношениях сюзеренитета-вассалитета, а не «союзных».

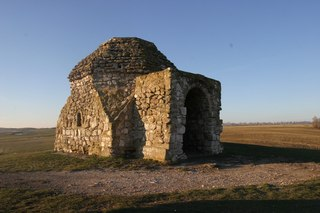
Мавзолей Тура-хана

Со времён образования Золотой Орды в 1243 году и вплоть до 1391 года, то есть полтора столетия, на территории исторического Башкортостана функционировали два «иля» — Башкирский и Табынский, управляемые своими князьями — биями.
В июне 1391 года при реке Кондурче состоялась «Битва народов». В сражении столкнулись армии двух мировых держав того времени: хана Золотой Орды Тохтамыша и эмира Самарканда Тимура (Тамерлана). Битва закончилась поражением золотоордынцев, разрушением множества городов и тем самым положила начало концу Золотой Орды.
После распада Золотой Орды башкиры пребывали в составе Ногайской орды, Казанского и Сибирского ханств.

## В составе России

### Присоединение Башкортостана к России

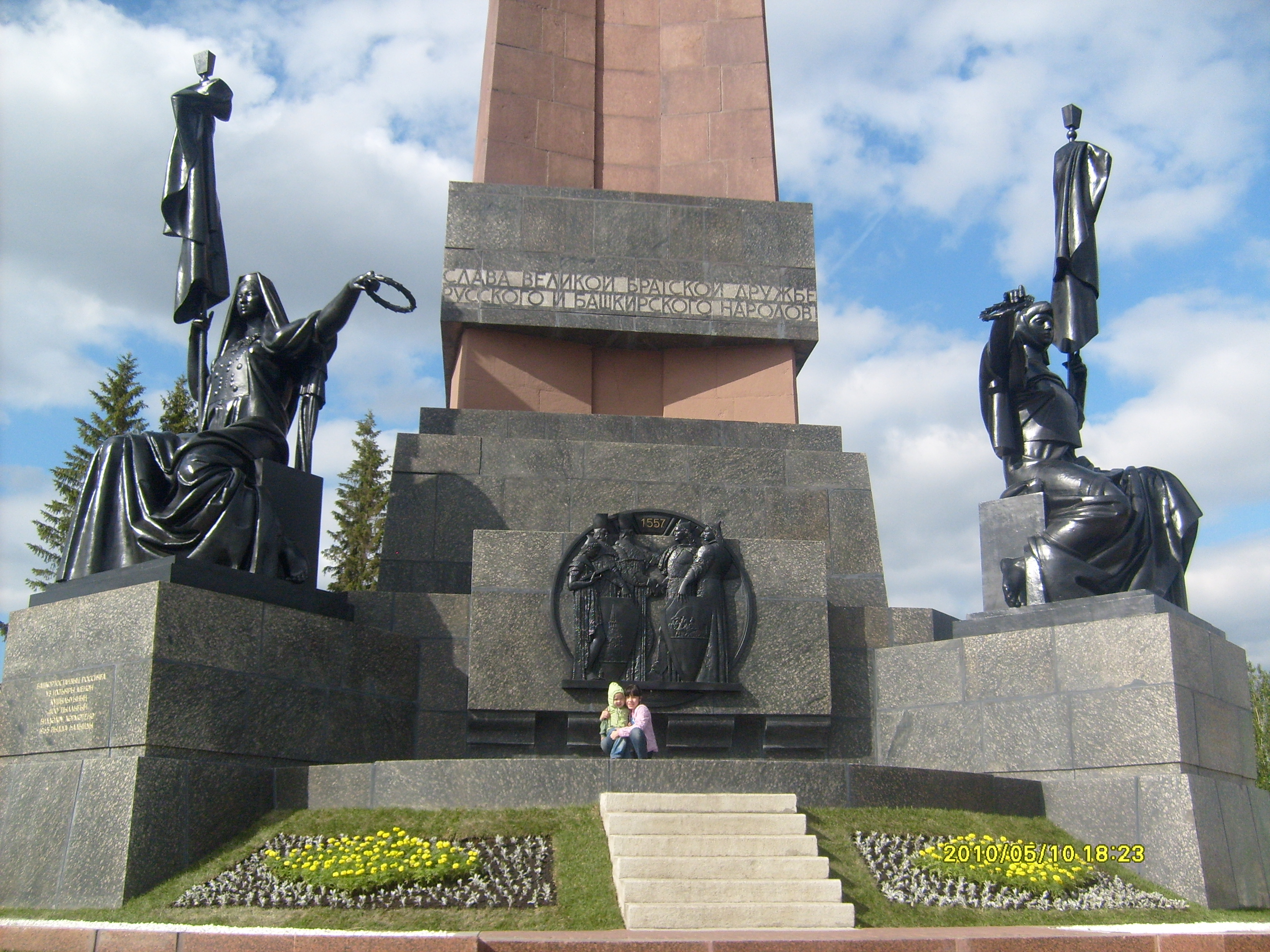
Монумент Дружбы в Уфе

Во время Казанского ханства Новгород, находящийся на севере России, не подчинялся Москве и жил отдельным государством. Эти Новгородцы со своей армией из варягов часто на лодках спускались по Вятке и Каме, далее до устья реки Белая. И нападали на башкир, но самые большие набеги на башкир в то время совершило Московское княжество. В 1468 году они напали на Казань, прошли до устья реки Белая. Эти события усилили для башкир значение Казанского ханства, ослабление Казанского ханства значило, что башкиры могут стать рабами русских князей. Из-за этого башкиры старались помогать Казанскому ханству.
Со второй половины XVI до начала XIX века башкиры занимали земли от левого берега Волги на юго-западе до верховьев Тобола на востоке, от реки Сылвы на севере до среднего течения Яика на юге. 
После завоевания Казани и покорения Казанского ханства в 1552 году территория Русского государства достигла земель где жили башкирские племена. После падения Казани Иван IV обратился к башкирам с призывом добровольно войти в состав Русского государства.
Первыми в 1554 году к царскому наместнику в Казани приехали послы северо-западных башкирских родов и заранее договорились об условиях вхождения. В 1554—1555 годах в Казань ездили представители племён юрматы, бурзян, кыпсак, усерган, тамьян.
В 1555—1556 годах послы башкирских родов отправились в Москву за так называемыми «жалованными грамотами», в которых были изложены условия их вхождения в состав Русского государства. В них оговаривалось полное право башкир распоряжаться своей территорией, иметь на ней собственное войско, администрацию, религию (См. также Вотчинное право башкир). При этом государство брало на себя обязательства помогать башкирам в отражении внешней агрессии, за что башкиры должны были платить ясак и выделять войска для участия в оборонительных войнах России. Но Ногайская орда пыталась удержать башкир в своем составе, а во время ухода на Кубань ногайские феодалы пытались увести с собой башкир. Во время этого башкирские бии подняли вооруженные восстания и не ушли. К 1557 году состоялось добровольное вхождение большей части современного Башкортостана в состав России.
О добровольном присоединении к России и получении башкирами жалованных грамот говорится и в хронике старшины Кидраса Муллакаева, сообщённой П. И. Рычкову и опубликованной затем в его книге «История Оренбургская»: «…не только те земли, где они прежде подданства своего, будучи ещё малолюдни и в крайнем убожестве жили, а именно — за Камою рекою и около Белой Волошки (коя после Белою рекою названа), им, башкирцам, подтверждены, но сверх того и другими многими, на которых они ныне жительствуют, пожалованы, как это свидетельствуют и жалованныя грамоты, которыя у многих поныне имеются».
Исключительность отношений башкир и России отражено в «Соборном Уложении» 1649 года, где у башкир под страхом конфискации имущества и государевой опалы запрещалось «…бояром, околничим, и думным людям, и стольникам, и стряпчим и дворяном московским и из городов дворяном и детям боярским и всяких чинов русским людям поместным всяких земель не покупать и не менять и в заклад, и сдачею и в наём на многие годы не имать.»
К концу XVI века, после завоевания Россией Сибирского ханства, фактически состоялось окончательное вхождение территории нынешнего Башкортостана в состав России. В 1586 году на этих землях была основана русская крепость Уфа, образован Уфимский уезд.

### Башкирские восстания
При жизни Ивана Грозного условия соглашения всё же соблюдались, и он, несмотря на свою жестокость, в памяти башкирского народа остался как добрый, «белый царь» (баш. аҡбатша). С приходом к власти рода Романовых в XVII веке политика царизма в Башкирии сразу же стала меняться в худшую сторону. На словах власти заверяли башкир в своей верности условиям соглашения, на деле — встали на путь их нарушения. Это выразилось, в первую очередь, в расхищении вотчинных башкирских земель и строительстве на них застав, острогов, слобод, христианских монастырей, линий. Видя массовое расхищение своих земель, нарушение исконных прав и свобод, башкиры поднимались на восстания в 1633-1635, 1645, 1662—1664 гг., 1681—1684 гг., 1704—11/25 гг. Царские власти были вынуждены удовлетворить многие требования восставших. После башкирского восстания 1662—1664 гг. правительство ещё раз официально подтвердило вотчинное право башкир на землю. В период восстания 1681—1684 гг. — свободу исповедания ислама.
После восстания 1704—1711 гг. (посольство от башкир вновь присягнуло на верность императору только в 1725 году) — подтвердило вотчинные права и особый статус башкир и провело судебный процесс, закончившийся осуждением за превышение полномочий правительственных «прибыльщиков», требовавших с башкир налоги не предусмотренные законодательством, что и послужило одним из поводов к восстанию. В ходе восстаний башкирские отряды достигали Самары, Саратова, Астрахани, Вятки, Тобольска, Казани и гор Кавказа. Людские и материальные потери были огромны.

Памятник Салавату Юлаеву в Уфе

Самым тяжёлым по потерям для самих башкир является восстания 1735—1740 гг. Оно было связано с деятельностью Оренбургской экспедиции. Во время восстания был избран Башкирский хан Султан-Гирей (Карасакал). После жестокого подавления, многие вотчинные земли башкир были отняты и переданы служилым мещерякам. По подсчётам американского историка Доннелли, из башкир погиб каждый четвёртый человек.
Следующее башкирское восстание разразилось в 1755 году. Поводом послужили слухи о религиозных гонениях и отмена ясака, при одновременном запрете бесплатной добычи соли, которую башкиры считали своей привилегией. Восстание было хорошо спланировано, но сорвалось из-за спонтанного преждевременного выступления башкир Ногайской дороги. Из-за этого планы одновременного выступления башкир оказались сорваны. При подавлении восстания, ряд его участников эмигрировали в Киргиз-Кайсацкую Орду.
Последним башкирским восстанием принято считать участие в Крестьянской войне 1773—1775 гг. Емельяна Пугачёва: один из руководителей этого восстания Салават Юлаев также остался в народной памяти и считается башкирским национальным героем.

### Кантонная система управления в Башкирии
В 1798 году была введена Кантонная система управления в Башкирии. Проект внедрения этой системы был разработан уфимским губернатором О. А. Игельстромом. Суть реформы сводилась к организации башкир по типу казачьего войска. Всего насчитывалось 11 башкирских кантонов (соответствующие уездам), которые делились на юрты (команды) по 1000 мужчин. Например, Челябинский уезд соответствовал 4-му башкирскому кантону, а Уфимский уезд - 7-му.

### Участие башкир в Отечественной войне 1812 года и заграничных походах 1813—1814 гг.

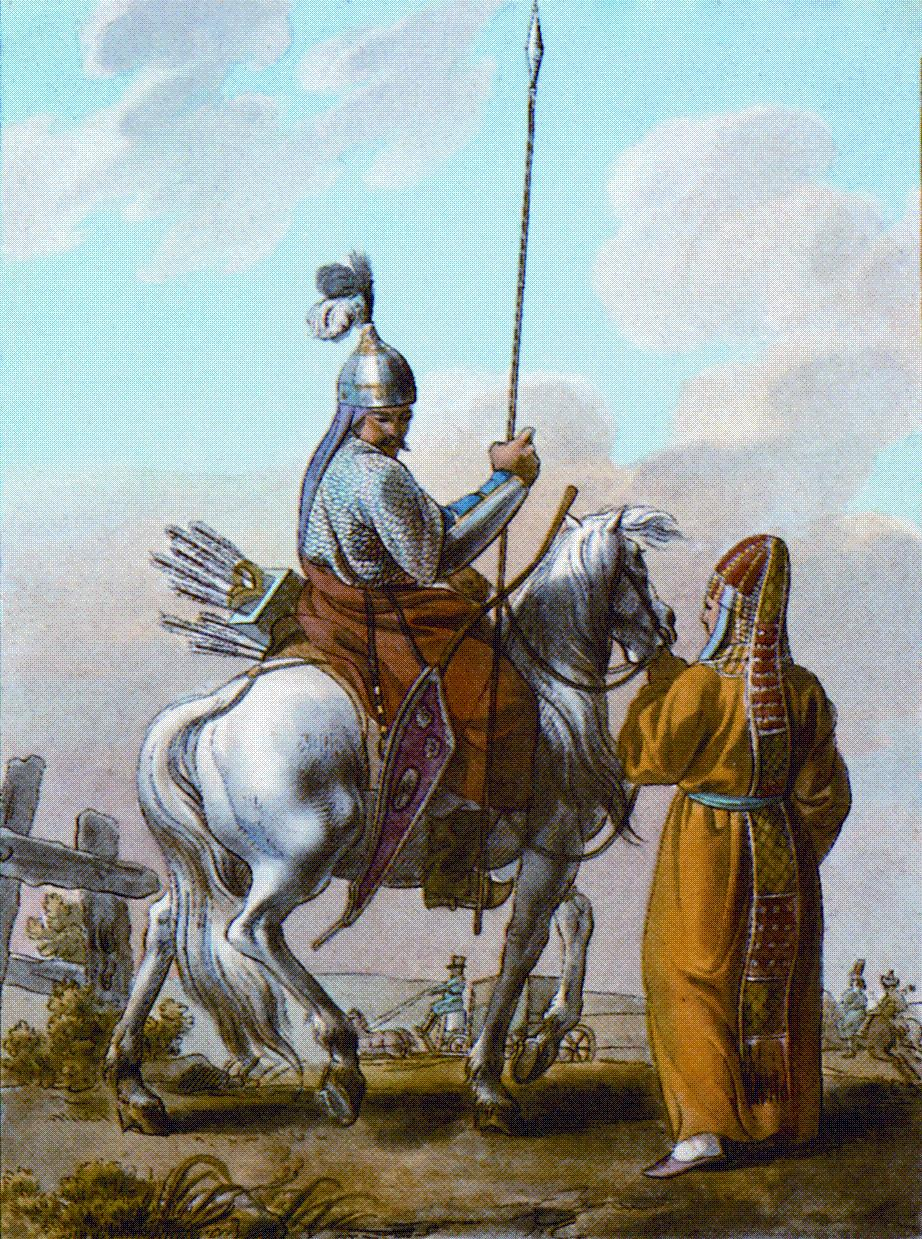
Башкира провожают в поход. Война 1812 года

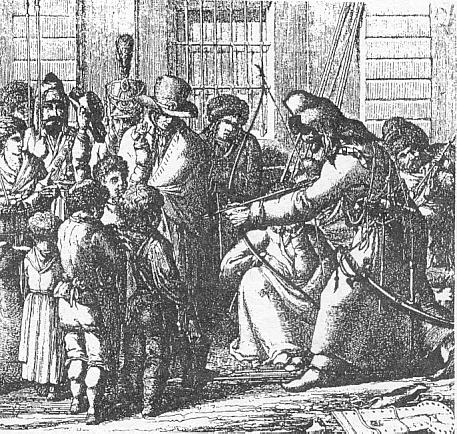
Башкир. Унтер ден Линден. 11 марта 1813 г. К. Л. Кубейль. Гравюра 1813 года.

Всего в войне 1812 года и заграничных походах 1813—1814 гг. участвовало 28 пятисотенных башкирских полков. Кроме того, башкирское население Южного Урала выделило для армии 4139 лошадей.
Наименования нескольких башкирских полков, которые участвовали в Лейпцигском сражении и проявили героизм, были занесены в число особо отличившихся частей русской армии. О данном свидетельствуют мемориальные надписи, до сих пор сохранившиеся в Лейпцигском музее-церкви. Во время заграничного похода в составе русской армии в Германии, в городе Веймер, с башкирскими воинами встретился немецкий поэт И. В. Гёте, которому башкиры подарили лук со стрелами.

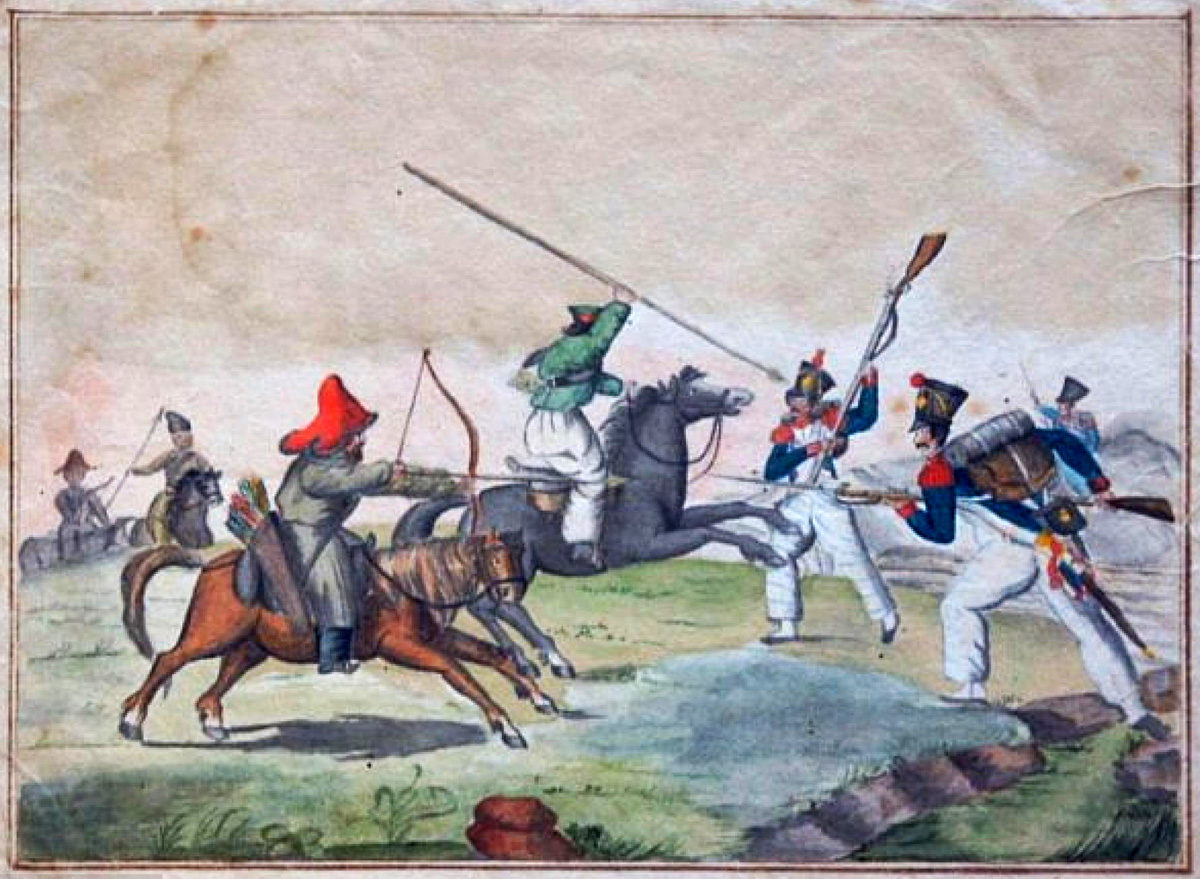
Башкиры и казаки против французов в 1813 году. Ф. М. Брюкнер. Акварель, 1840 год.

Девять башкирских полков вошли в Париж. Французы прозвали башкирских воинов «северными амурами». В памяти башкирского народа война 1812 года сохранилась в народных песнях «Баик», «Кутузов», «Эскадрон», «Кахым туря», «Любизар». Последняя песня основана на подлинном факте, когда главнокомандующий русской армией М. И. Кутузов благодарил башкирских воинов за проявленную в бою храбрость словами: «любезники, молодцы». Имеются данные по некоторым воинам, награждённым серебряными медалями «За взятие Парижа 19 марта 1814 года» и «В память войны 1812—1814 гг.».

### Административное деление в XVI—XIX веках
Территория Башкортостана в XVI—XVII веках обозначалась как Уфимский уезд или Башкирия, которая состояла из следующих административных единиц: Казанская дорога, Ногайская дорога, Осинская дорога и Сибирская дорога: «С того времени Уфимский уезд или паче вся Башкирь (Башкирия) разделена на четыре дороги, именованные по сему: к Сибири лежащая сторона названа Сибирская дорога, к Казани — Казанская, к пригороду Осе (кой построен на Каме реке) — Осинская, а к степным народам прозвана Ногайскою, которые наименования в рассуждении всей Башкирии и поныне наблюдаются».

Карта: «Деление Уфимской провинции и Башкирии на даруги», Ландскарты Оренбургской губернии Красильникова, 1755 год

Дорога или даруга в данном случае рассматривается как разновидность хозяйственного землеустройства на тот период. Каждая дорога управлялась старшиной. Дороги состояли из родоплеменных волостей, которые, в свою очередь, подразделялись на роды (аймаки или тюбы).
В 1708 году край причислен к Казанской губернии как Уфимское воеводство, которое с 1719 года переименовано в Уфимскую провинцию.
В 1737 году зауральская часть исторического Башкортостана была приписана вновь созданной Исетской провинции, территория которой охватывала современную Курганскую, северо-восточную часть Челябинской, южную — Тюменской, восточную — Свердловской областей.
В 1744 году императрица Елизавета Петровна высочайшим указом повелела «быть в Оренбурге губернии и именоваться Оренбургская губерния и в ней быть губернатором Тайному советнику Неплюеву». Оренбургская губерния была образована в составе Оренбургской, Уфимской и Исетской провинций. Исетская провинция заключала в себе Зауральскую Башкирию и уезды Исетской, Шадринский и Окуневский; Уфимская провинция — уезды Осинский, Бирский и Мензелинский.
В 1774 году Уфимская провинция отошла в состав созданной Оренбургской губернии.
В 1781 году Уфимское наместничество состояло из двух областей, Уфимской и Оренбургской. В 1796 году Уфимское наместничество переименовано в Оренбургскую губернию.

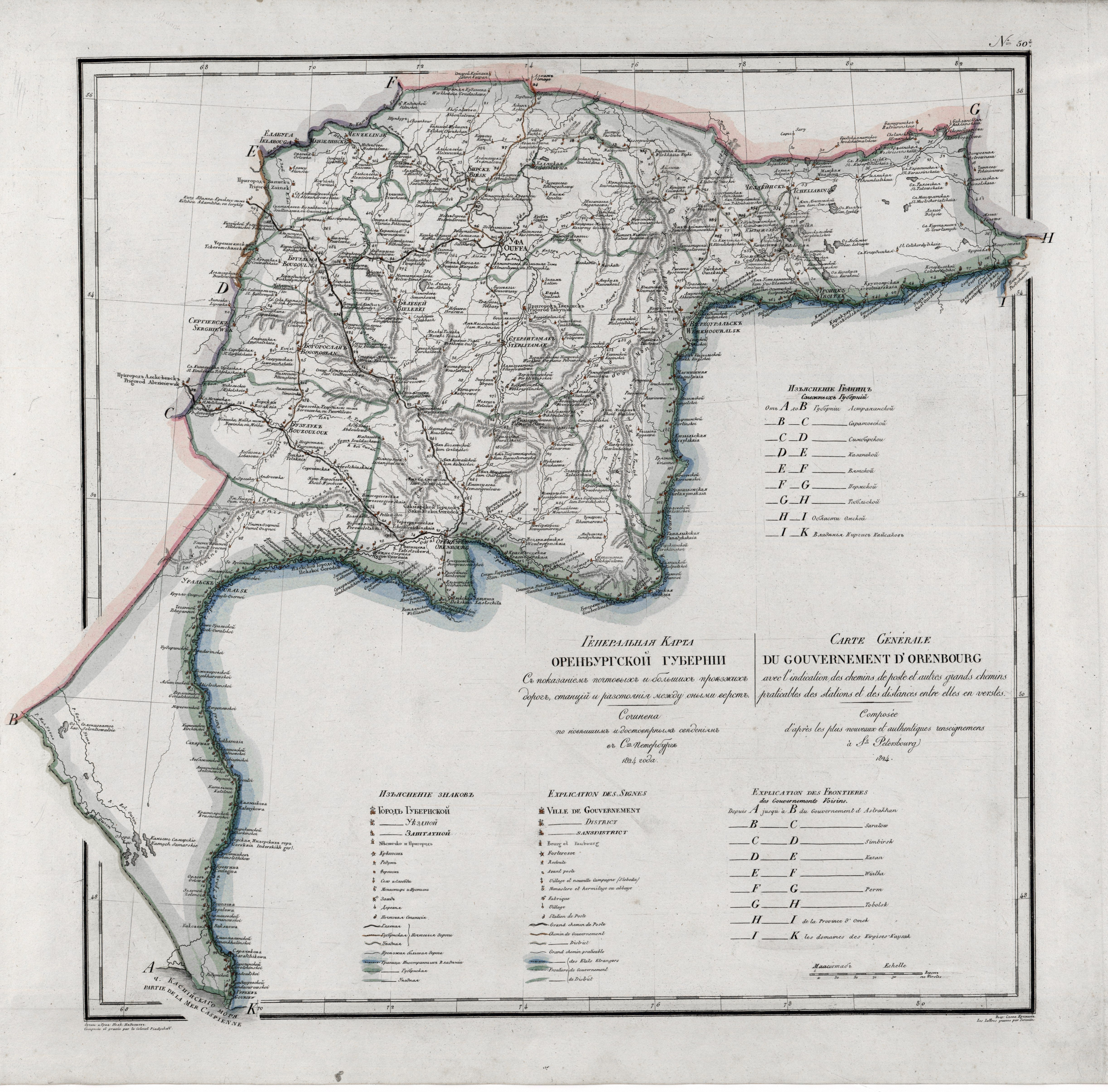
Карта Оренбургской губернии 1824 года

Кантонная реформа 1798 года положила конец функционированию дорог. С этого времени в прошениях указывались губерния, уезд, номера башкирских кантонов и войсковых юртов (команд).

По указу от 10 апреля 1798 года башкирское население края было переведено в военно-служилое сословие (Башкирское войско) и обязывалось нести пограничную службу на восточных рубежах России. В административном отношении были созданы кантоны.
С присоединением казахских земель в 1731 году к России Башкирия стала одной из многих внутренних областей империи, и необходимость привлечения башкир, мишарей и тептярей к пограничной службе отпала. В ходе реформ 1860—1870-х гг. в 1864—1865 гг. кантонная система была отменена, и управление башкирами и их припущенниками перешло в руки сельских и волостных (юртовых) обществ, аналогичных русским обществам. Правда, за башкирами оставались преимущества в области землепользования: норматив для башкир был 60 десятин на душу населения, при 15 десятинах для бывших крепостных.
В 1865 году образована Уфимская губерния разделением Оренбургской губернии на Уфимскую и Оренбургскую, которая состояла из Уфимского, Белебеевского, Бирского, Златоустовского, Мензелинского и Стерлитамакского уездов.
Множество документов XVI—XVIII веков, связанных с историей Башкирии, хранится в Российском государственном архиве древних актов, Российском государственном военно-историческом архиве (Москва) и Российском государственном историческом архиве (Санкт-Петербург). 
Уфимская губерния была в числе 17 регионов, признанных серьёзно пострадавшими, во время голода 1891—1892 годов.

### В годы Первой мировой войны
Начало войны было отмечено стихийными выступлениями мобилизованных жителей. Выступления прошли в Стерлитамаке, Белебее, Бирске. Однако в целом население края в начале войны было охвачено патриотическим подъёмом, продержавшимся до Великого отступления. Всего в 1914—1916 годах в Уфимской губернии мобилизовано около 300 тыс. человек. Промышленность района, как и всей страны, переводилась на военные рельсы. Резко возросло производство стали, чугуна. Так в Уфимской губернии с 1913 по 1915 год выплавка чугуна увеличилась 35 %. Выпуск же гражданской продукции за 1913—1915 годы сократился на 40 %.
На Белорецкий завод, Тугайкульские каменноугольные копи, Инзерский завод привозили работать китайских и корейских рабочих. Широко использовался труд женщин и подростков, вводились сверхурочные работы, увеличение продолжительности рабочего дня. Всеми этими мерами покрывалась нехватка рабочих рук.
Мобилизация, реквизирование у крестьян с 1914 по 1916 годы 25459 лошадей привели к сокращению производства хлеба на треть, увеличению цен на продукты в 2-3 раза. В 1916 году пришлось вводить карточки на продукты питания.
Общий спад производства с 1916 года привёл к кризису в губернии, общему спаду производства в промышленности, забастовкам. Только на Миньярском заводе забастовка продолжалась 9 месяцев (с мая 1914 года по февраль 1915 года).

## Революция и Гражданская война

### Башкурдистан

Предполагаемые границы Автономного Башкурдистана по А.-З. Валиди

После Февральской революции 1917 года в регионе начался процесс башкирского национального движения за создание национально-территориальной автономии. В июле-августе 1917 года в Оренбурге прошли I и II Всебашкирские съезды (курултаи), где было принято решение о необходимости создания «демократической республики на национально-территориальных началах» в составе федеративной России. Избранный первым и переизбранный вторым съездами Башкирское областное (центральное) шуро (совет) работал в Оренбурге и готовился к Учредительному собранию России, которое должно было состояться в январе 1918 года.
Октябрьская революция внесла коррективы в процесс становления автономии. 15 ноября (28 ноября) 1917 года Башкирское областное (центральное) шуро (совет) провозглашает части территорий Оренбургской, Пермской, Самарской, Уфимской губерний автономной частью Российской республики — территориально-национальной автономии Башкурдистан. Последнее решение было утверждено на III Всебашкирском съезде (курултае), который проходил 8-20 декабря 1917 года в Оренбурге.
Название «Малая Башкирия» получила в январе 1918 года, по документу «Положение об автономии Малой Башкирии», которое выступало в качестве конституции республики.
Является первой провозглашённой автономией на территории РСФСР (Российской Советской Республики). В состав Малой Башкирии были отнесены южная часть Красноуфимского, южная часть Осинского, юго-восточная часть Екатеринбургского и юго-западная часть Шадринского уездов Пермской губернии, юго-западная часть Челябинского, западная часть Троицкого, часть Верхнеуральского, северо-западная часть Орского и северная часть Оренбургского Оренбургской губернии, юго-западная часть Бирского и северо-восточная часть Стерлитамакского Уфимской губернии, восточная часть Бугурусланского уезда Самарской губернии. Оценочно: территория — 78439 км², население — 1219,9 тысяч человек.

Государственный флаг Башкурдистана

Летом 1918 года Правительство Башкирии объявляет всеобщую мобилизацию в Башкирскую армию. В сентябре 1918 года был подписан договор между Башкирским правительством и Комитетом членов Учредительного Собрания. Комуч этим актом официально признал национально-территориальную автономию Башкурдистана. Башкирское войско было преобразовано в Башкирский отдельный корпус Добровольческой Народной армии, организованной самарским правительством.
Первой операцией Башкирского корпуса стал рейд на Екатеринбург, который был освобождён от большевиков 28 июля 1918 года. В сентябре корпус совместно с казачьими частями взяли Орск. В результате совместных действий башкирских и казачьих частей была освобождена огромная территория от Оренбурга до Екатеринбурга, Транссибирская железнодорожная магистраль. Так было обеспечено беспрепятственное продвижение из Сибири войск Временного Сибирского правительства под командованием адмирала А. В. Колчака.
В целях консолидации сил в Уфе 23 сентября 1918 года было созвано Государственное совещание, более известное как Уфимская директория, на котором приняли коллективное решение передать верховную власть Всероссийскому Временному правительству до момента созыва Учредительного собрания. 18 ноября 1918 года А. В. Колчак совершил военный переворот и объявил себя Верховным правителем России и Верховным Главнокомандующим вооружёнными силами России. Адмирал Колчак не признавал автономию башкир. Всем местным правительствам было предложено объявить о самоликвидации. Тем самым он развалил единый фронт борьбы с большевизмом на востоке. В трудное положение он поставил башкир и казаков, которые в условиях начавшегося отступления в Сибирь колчаковцев остались одни перед лицом неминуемого разгрома и расправы со стороны красных.
В этих условиях лидеры Башкирской автономии в начале 1919 года были вынуждены начать переговоры с Советами. 18 февраля 1919 года Башкирское правительство и Башкирский корпус перешли на сторону Советов.

### Башкирская Советская Республика

Территория Баш.республики по Соглашению.

20 марта 1919 года было заключено «Соглашение Российского рабоче-крестьянского правительства с Башкирским правительством о советской автономии Башкирии». В печати опубликовано 23 марта 1919 года, поэтому официальной датой образования республики считался (считается) этот день. В соответствии с «Соглашением…» была образована Башкирская Советская Республика.
Соглашение юридически закрепляло создание Автономной Башкирской Советской Республики, имело также значение первой её Конституции..
19 мая 1920 года был принят декрет ВЦИК «О государственном устройстве Автономной Советской Башкирской республики», значительно урезавший права автономной республики, достигнутые по «Соглашению центральной Советской власти с Башкирским правительством о Советской автономии Башкирии» от 20 марта 1919 года. Документ вызвал общее возмущение у членов республиканского ревкома, и 16 июня 1920 года в знак протеста Башревком принял решение о своей отставке и самороспуске. Декрет ВЦИК и СНК РСФСР «О государственном устройстве Автономной Советской Башкирской Республики» от 19 мая 1920 года вызвал недовольство среди башкир и послужил основной причиной партизанской войны против политики центральных властей.
В 1918—1921 годах происходили массовые антибольшевистские выступления крестьян, вызванные недовольством политикой советской власти. В 1920 - 1922 годах в Башкирии были ликвидированы 87952 крестьянских хозяйства.

## Советский период

### Башкирская АССР
14 июня 1922 года Всероссийский Центральный Исполнительный Комитет, учитывая пожелание башкирского народа, принял декрет «О расширении границ Автономной Башкирской Социалистической Советской Республики». По этому декрету Уфимская губерния упразднялась, а её территория передавалась Башкирской республике — образуется так называемая «Большая Башкирия». Столицей республики изначально было село Темясово Баймакского района, затем город Стерлитамак и впоследствии переносится в Уфу. В 1923 году был принят Лесной кодекс Автономной Башкирской Социалистической Советской Республики, который предоставил многим бывшим русским арендаторам, обрабатывавшим арендованную землю только своим трудом, получить надел наравне с башкирским населением.
27 марта 1925 года был принят проект Конституции Автономной Башкирской Социалистической Советской Республики. Текст Конституции Башкирской Социалистической Советской Республики не был утверждён ВЦИК РСФСР и Съездом Советов РСФСР.
В 1936 году Башкирской АССР было официально отказано в преобразовании в союзную республику в составе СССР. Генеральный секретарь ЦК ВКП(б) И. В. Сталин аргументировал это решение таким образом: 

«Башкирскую и Татарскую республику нельзя переводить в разряд союзных, так как они со всех сторон окружены советскими республиками и областями и им, собственно говоря, некуда выходить из состава СССР.»— Азнагулов В. Г., Хамитова З. Г. Парламентаризм в Башкортостане: история и современность. — Уфа: ГРИ «Башкортостан», 2005. — С. 110. — 304 с.
23 июня 1937 года была принята первая Конституция Башкирской АССР, согласно которой порядок слов в её названии был изменён, преобразовавшись в Башкирскую Автономную Советскую Социалистическую Республику.
В межвоенный период в Башкирии сформировалась система образования — к 1939 году в республике было 17 педагогических училищ: 7 башкирских, 6 русских и 3 татарских. Среди преподавателей V—X классов доля учителей с высшим и неоконченным высшим образованием к 1939/1940 учебному году достигла 29 %. По данным переписи 1939 года в Башкирии было 4892 учителя городских и 17887 сельских школ. В городских школах больше работало женщин, а в сельских школах — мужчин.

### В годы Великой Отечественной войны

Генерал-майор, командир легендарной 112-й Башкирской кавалерийской дивизии М. Г. Шаймуратов

В период с 1939 по 1945 год из Башкирской АССР в ряды Вооружённых Сил СССР было призвано и мобилизовано более 700 тысяч человек.
В течение войны на территории республики было подготовлено большое количество воинских частей: 170-я, 186-я, 214-я, 361-я (21-я), 87-я (300-я), 219-я стрелковые, 74-я, 76-я, 112-я и 113-я кавалерийские дивизии, 124-я, 134-я стрелковые и 40-я миномётная бригады; 17-я запасная, 4-я учебная, 2-я запасная кавалерийская бригады; 120-й, 121-й, 122-й, 123-й, 134-й, 144-й, 476-й миномётные, 1292-й истребительно-противотанковый, 587-й гаубичный, 1097-й, 1098-й пушечно-артиллерийский и 15-й кавалерийский полки, 9-й запасный кавалерийский полк и 23-й отдельный полк связи. Были построены бронепоезда: «Полководец Суворов», «Александр Невский», «Салават Юлаев» и «Уфимец». 17 ноября 1941 года бюро Обкома ВКП (б) и Совет народных комиссаров Башкирской АССР приняли постановление «О формировании двух кавалерийских дивизий из местной национальности».
В годы Великой Отечественной войны в республику было эвакуировано более 100 промышленных предприятий, десятки госпиталей, ряд центральных государственных органов, 278 тысяч беженцев (из них 104 тысячи — в Уфу).
В июле 1941 года Одесский станкостроительный завод имени В. И. Ленина был эвакуирован в город Стерлитамак, а уже 11 октября 1941 года производство начало работать.

В годы войны в Башкирии размещались две Академии Вооружённых сил страны. Высшая Академия Генерального штаба имени К. Е. Ворошилова была передислоцирована из Москвы в Уфу в ноябре 1941 года. К началу ноября 1941 года Военно-политическая Академия имени Ленина была переведена в город Белебей. С 22 июня 1941 по 30 июня 1944 года из республики было мобилизовано в Военно-политическую Академию и военно-политические училища 5475 человек. Всего в республике было размещено 17 военно-учебных заведений.
В 1941—1945 годах в Уфе находился штаб международного коммунистического движения — Исполком Коммунистического Интернационала. В 1943 году радиопередачи велись на 18 языках народов Европы.
В Башкирии с первых дней войны разворачивалась обширная сеть госпитальных баз. Первую партию раненых воинов доставил в Уфу военно-санитарный поезд 28 июля 1941 года. Всего в годы Великой Отечественной войны на территории республики было сформировано 63 эвакогоспиталя совместно с несколькими лазаретами с общим числом коек 22500.
В целом Башкирская АССР внесла ощутимый вклад в обеспечение тыла и фронта продовольствием, вооружением, горючим. На фронтах воевало более 600 тысяч жителей республики. 278 из них получило звания Героев Советского Союза (дважды — Муса Гареев, 35 полных кавалеров ордена Славы).

### Послевоенный период
Сельское хозяйство в конце 1940-х — начале 1950-х годов развивалось бурно, например с 1945 по
1950 г. поголовье скота в колхозах возросло: крупного рогатого скота (КРС) — с 184,6 до 347,4 тыс., лошадей — с 192,2 до 248,8 тыс., свиней — с 36,8 до 188,2 тыс., овец и коз — с 412,1 до 882,4 тыс. С 1945 по 1953 годы госзакупки и заготовки во всех категориях хозяйств возросли: зерна — с 467,1 до 888,9 тыс. т, молока — с 65,9 до 149,1 тыс. т, яиц — с 21,4 до 47,3 млн шт. Но рост сильно отставал от планового, например план хлебозаготовок в БАССР в 1949 году был выполнен только на 52,2 %, масличных культур — на 30 %, молока — на 81 %, шерсти — на 76 %. С 1950 года Башкирию накрыла вторая волна общесоюзной коллективизации в виде укрупнения колхозов: число сельхозартелей сократилось к 1953 году с 4387 до 1593. Также БАССР затронули общесоюзные Указы от 2 июня 1948 года и 23 июля 1951 года о введении уголовной ответственности «за уклонение от общественно-полезного труда и за ведение паразитического образа жизни»: в 1950 году в Башкирии за невыполнение установленного минимума трудодней были осуждены свыше 2,5 тыс. колхозников, а на 20 февраля 1952 года из республики было выселено 425 человек.

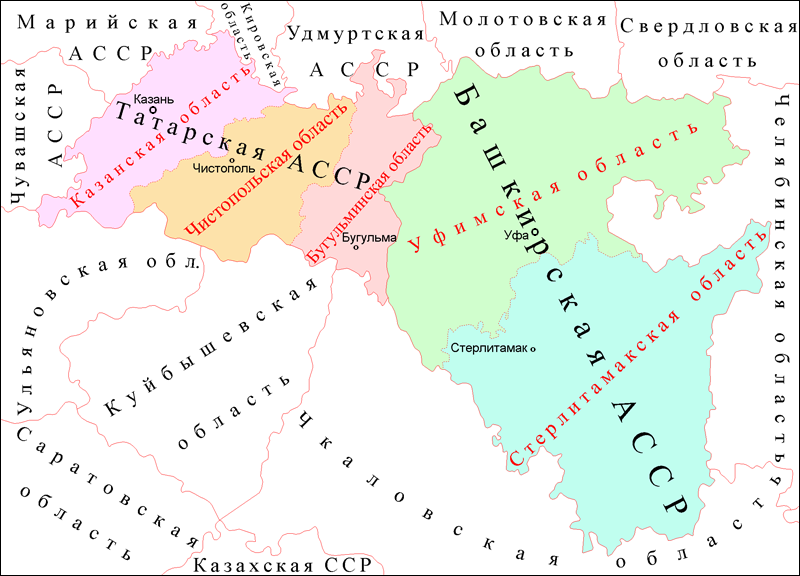
Области Татарской и Башкирской АССР в 1953 году

В мае 1952 года Башкирская АССР была разделена на Уфимскую и Стерлитамакскую области. В апреле следующего года это решение было отменено и областное деление в Башкирской АССР упразднено.
В послевоенные годы в республике быстрыми темпами развивались промышленность, сельское хозяйство, строительство, медицина и др. Были построены города — промышленные центры (Салават, Кумертау), крупнейшие в Европе нефтехимические предприятия (Салаватнефтеоргсинтез), автомобильные заводы, электростанции.
В 1957 году в честь 400-летия добровольного присоединения Башкирии к России и за успехи в развитии промышленности, сельского хозяйства и культуры Башкирская АССР была награждена вторым орденом Ленина.
К 1969 году республика вышла на второе место по добыче нефти (44 400 тыс. тонн в 1968 году), поголовье крупного рогатого скота достигло 2035 тыс. голов (1969), собрано зерновых культур 5,6 млн тонн (1968).
В 1969 году Башкирская АССР награждена орденом Октябрьской Революции.
В середине 70-х годов XX века в СССР и в БАССР был построен развитой социализм. Жителям Республики гарантировалось бесплатное среднее и высшее образование, бесплатное медицинское обслуживание, бесплатное жильё. Обеспечивалось право на труд и отдых. Свобода печати не ограничивалась требованиями хозяев СМИ (так как СМИ были государственными). Отсутствовало социальное неравенство (уровень зарплат рядовых работников предприятий относился к уровню зарплат руководителей предприятий как 1/5, а социальным неравенством считалось наличие дешёвых столовых в зданиях управлений).
В 1978 году в республике была принята новая — третья Конституция БАССР.
В сфере образовании произошло сокращение числа башкирских школ: в 1945/46 уч. г. их было 1164, а в 1976/77 уч. г. только 685. Вместе с тем возросли тиражи журналов на башкирском языке, был издан русско-башкирский словарь, в 1950 году была утверждена новая орфография башкирского языка.

### Перестройка в Башкирской АССР
С 1969 года БАССР руководил первый секретарь обкома М. З. Шакиров. Началом Перестройки в БАССР можно считать публикацию 6 мая 1987 года в газете «Правда» статьи корреспондента В. Прокушева «Преследование прекратить …». В ней речь шла о том, что за несогласие с мнением первого секретаря обкома КПСС М. З. Шакирова второй секретарь Уфимского горкома КПСС Л. Сафронов был исключён из партии, вынужден уйти с работы, лишён депутатского иммунитета и необоснованно привлечён к уголовной ответственности. Также были исключены из партии, освобождены от работы и привлечены к уголовной ответственности начальник Башкирского управления хлебопродуктов И. Печников, главный врач Уфимской городской больницы № 21 Р. Богданов. В ответ на публикацию была создана Комиссия ЦК КПСС, которая пришла к выводу о том, что «главным тормозом перестройки в республике является нынешнее руководство обкома КПСС». VI Пленум Башкирского обкома КПСС 9 июня 1987 года удовлетворил заявление М. З. Шакирова об освобождении его от должности в связи с уходом на пенсию. 
Осенью 1987 г. возникло экологическое движение, которое добилось определённых успехов: Верховный Совет БАССР был вынужден принять Постановление о прекращении строительства Иштугановского водохранилища. 28 марта 1990 г. в водопроводной сети южной части Уфы были обнаружены фенолы, в 26 раз превышающие их предельно допустимую концентрацию. Это привело к массовым митингам в Уфе и других городах. Другой формой протестного движения было национально-культурное движение: в марте 1988 года в Уфе был создан клуб татарской культуры, языка и литературы им. Г. Ибрагимова. Чуть позже начали действовать башкирский клуб «Ак тирма», чувашский им. К. Иванова, немецкий «Видергбурт», еврейский «Штерн», марийский «Мари», украинский «Кобзарь». В январе 1989 года начал действовать Татарский общественный центр, а в августе 1989 года возник Башкирский народный центр «Урал».

### Башкирская ССР — Башкортостан
11 октября 1990 года Верховным Советом республики была провозглашена Декларация о государственном суверенитете. Создание ГКЧП было встречено нейтрально: только 21 августа 1991 года республиканские газеты опубликовали «Обращение к советскому народу» и другие документы ГКЧП. Газета «Ленинец» поместила также материалы, в которых Президент России Б. Н. Ельцин призывал народ выйти на митинги в защиту демократии. Руководство Верховного Совета и Совета Министров республики в дни ГКЧП находилось в Москве. Население продолжало жить и работать спокойно. Только 23 августа демократы в Уфе провели митинг с осуждением действий ГКЧП, руководителей республики и руководителей ряда средств массовой информации, игнорировавших решения и действия руководства России.

## Современность

### Республика Башкортостан
25 февраля 1992 года Башкирская Советская Социалистическая Республика была переименована в Республику Башкортостан.
31 марта 1992 года Республика Башкортостан подписала Федеративный договор о разграничении полномочий и предметов ведения между органами государственной власти Российской Федерации и органами власти суверенных республик в её составе и Приложение к нему от Республики Башкортостан, определившие договорной характер отношений Республики Башкортостан и Российской Федерации. В Приложении к Договору за республикой закреплено право иметь самостоятельную систему законодательства, судебную систему и прокуратуру. Также было отмечено, что земля, недра, природные богатства на территории Башкортостана являются достоянием многонационального народа Башкортостана, и что вопросы владения, пользования и распоряжения этой собственностью регулируются законодательством республики. Против Федеративного договора активистами БНЦ «Урал» была организована 20-дневная голодовка, которая прекратилась после беседы с М. Рахимовым, разъяснившим, что проект договора будет рассмотрен Советом республики.
25 апреля 1993 года был проведён референдум об укреплении экономической самостоятельности Башкортостана: на вопрос «Считаете ли Вы, что Республика Башкортостан в интересах её народа должна иметь экономическую самостоятельность и договорные отношения на основе Федеративного договора и Приложения к нему от Республики Башкортостан?» утвердительно ответили 75,5 % принявших участие в голосовании.
24 декабря 1993 года была принята Конституция Республики Башкортостан.
Республика первые годы платила очень мало в федеральный бюджет, но уже с 1995 года отчисления возросли: в 1992 — 5 %, 1993 — 10 %, 1994 — 10 %, 1995 — 27,6 %, 1996 — 26 %, 1997—1998 гг. — 17 % собранных доходов. В начале 1990-х годов в республике было принято 13 кодексов: Земельный (22 марта 1991 года), Лесной (18 июня 1991 года), Экологический, Кодекс о недрах (оба -
28 октября 1992 года), Кодекс о средствах массовой информации (5 ноября 1992 года), Водный (13 июля 1993 года), Кодекс об охране здоровья граждан (7 ноября 1993 года), Жилищный, Кодекс о браке и
семье, Арбитражно-процессуальный кодекс (все три — 2 марта 1994 года), Градостроительный кодекс,
Кодекс о санитарно-эпидемиологическом благополучии населения, Трудовой (20-21 декабря 1994 года).
23 сентября 1993 года после издания Президентом РФ Указа № 1400 о роспуске Съезда народных депутатов, Верховный Совет РБ занял нейтральную позицию, постановив приостановить в Башкирии действие как указов Президента, так и постановлений Верховного Совета России, изданных после 21 сентября, потребовал созыва Съезда народных депутатов России и призвал население республики к спокойствию.
12 декабря 1993 года Муртаза Рахимов был всенародно избран первым Президентом Республики Башкортостан, в 1998 и 2003 годах он повторно переизбирался на этот пост.
17 декабря 1995 года в республике проводился референдум по двум вопросам: 1) должна ли земля в Республике Башкортостан быть объектом неограниченной купли-продажи, 2) о продолжении политики по укреплению экономической самостоятельности в соответствии с договором «О разграничении предметов ведения и взаимном делегировании полномочий между органами государственной власти Российской Федерации и органами государственной власти Республики Башкортостан». На первый вопрос 84 % избирателей ответили «нет», а на второй вопрос 97 % сказали «да».
Уже в феврале 2000 года была создана в республике Комиссия по приведению местного законодательства в соответствие с федеральным. В октябре 2000 года Конституционный суд РБ провозгласил, что «государственный суверенитет» Башкирии предполагает лишь «обладание РБ всей полнотой государственной власти вне пределов ведения Российской Федерации и полномочий РФ по предметам совместного ведения РФ и субъектов Российской Федерации», предусмотренной статьями 5 (часть 3), 73 и 76 (часть 4) Конституции РФ". Уже в ноябре 2000 года Конституция РБ была пересмотрена. В 2002 году проведена вторая чистка Конституции РБ: изъято понятие «суверенитет».
В октябре 2006 года президент России Владимир Путин внёс кандидатуру Рахимова на рассмотрение Государственному Собранию — Курултаю Республики Башкортостан, который утвердил его полномочия до 2011 года.
15 июля 2010 года президент Башкортостана Муртаза Рахимов ушёл в отставку.
19 июля 2010 года Государственное Собрание — Курултай Республики Башкортостан утвердил Рустэма Закиевича Хамитова в должности Президента Республики Башкортостан.
14 сентября 2014 года состоялись досрочные выборы президента Республики Башкортостан на которых победу одержал Рустэм Хамитов.
11 октября 2018 года Рустэм Хамитов объявил о своей досрочной отставке. Временно исполняющим обязанности был назначен Радий Хабиров, который одержал победу на выборах главы Башкортостана 19 сентября 2019 года.
В марте 2019 года башкирский оппозиционный политик Айрат Дильмухаметов призвал к большей автономии этнических регионов, за что был арестован и обвинен в призывах к сепаратизму. 14 марта он был вновь арестован, в конце апреля ему предъявили также обвинения в публичных призывах к осуществлению экстремистской деятельности и в публичном оправдании терроризма. В мае 2020 года республиканский верховный суд запретил организацию башкирской культуры и языка «Башкорт», а в августе Центральный окружной военный суд Екатеринбурга приговорил Дильмухаметова к 9 годам лишения свободы в колонии строгого режима.
В январе 2024 года в республике начались протесты против приговора экологическому активисту Фаилю Алсынову.
В ходе российского вторжения в Украину  за 2024 год на войне погибли почти две тысячи военнослужащих из Башкортостана.  Большинство погибших - из сельской местности. В 2023 году средняя заработная плата в республике составила 46 751 рубль в месяц, что в 27 раз меньше, чем единовременная выплата за заключение контракта на войну, и в 4 раза меньше, чем зарплата контрактника по документам.